# 清水粲蔵
清水 粲蔵（しみず さんぞう、1852年（嘉永5年2月） - 1895年（明治28年）11月29日）は、明治時代の政治家。教育者。衆議院議員（1期）。

## 経歴
清水金六の子として美濃大垣藩領安八郡上開発村（岐阜県安八郡和合村を経て現大垣市）に生まれ、のち清水又市の養嗣子となる。京都に遊学したのち、吉田秀穀に漢学を学び、大垣藩儒の員野村煥の門に入った。1876年（明治9年）岐阜師範学校を卒業し、同校助教授となる。岐阜伊奈波学校に転じたのち教職を辞し、1880年（明治13年）岐阜県属となった。1882年（明治15年）岐阜県会議員に当選し、同常置委員などを歴任した。
1890年（明治23年）7月の第1回衆議院議員総選挙では岐阜県第2区から出馬し当選。独立倶楽部に属し衆議院議員を1期務めた。